# 国立ヴィリニュス小劇場

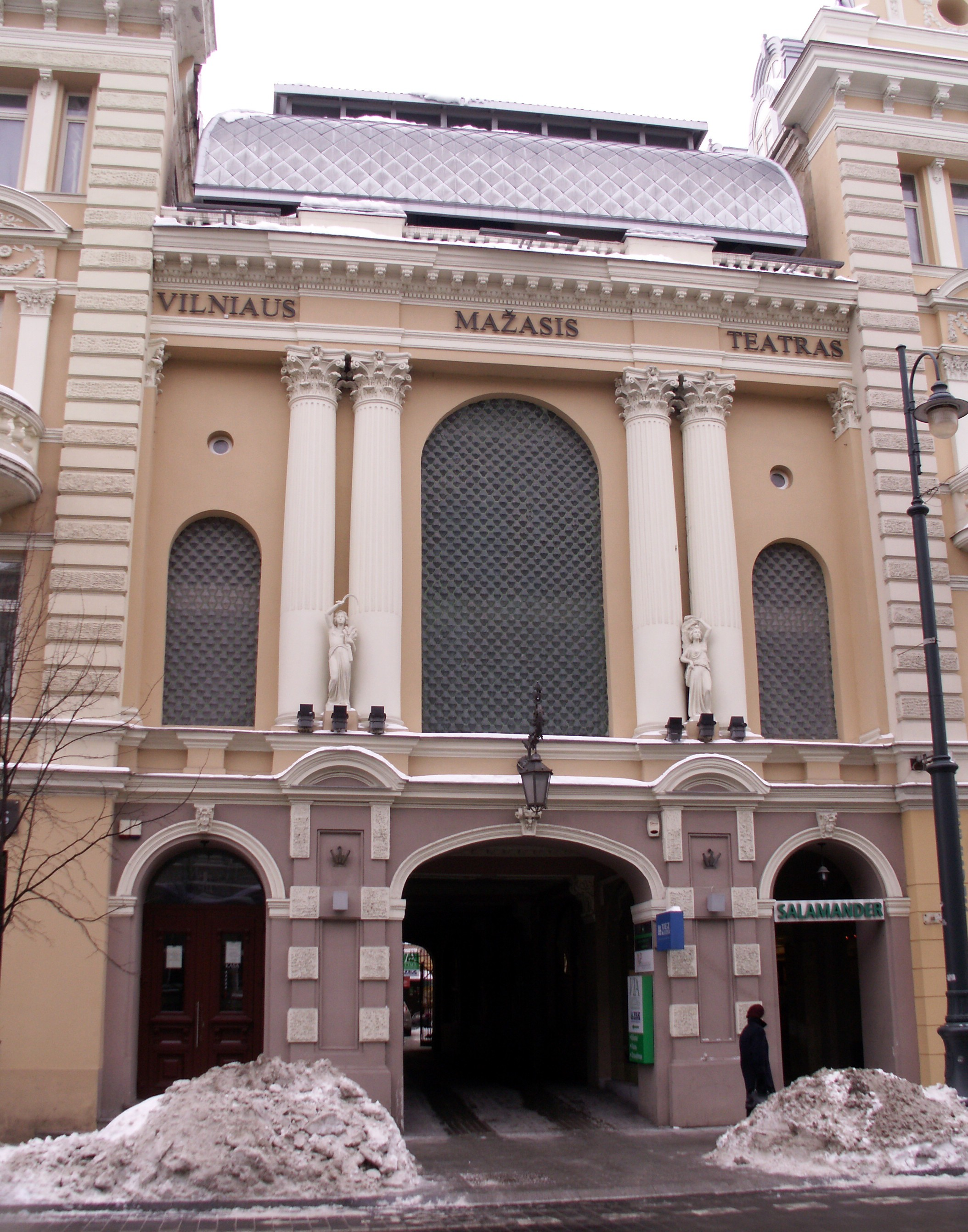
国立ヴィリニュス小劇場（2010年冬）

国立ヴィリニュス小劇場（こくりつヴィリニュスしょうげきじょう）もしくはヴィリニュス小劇場（リトアニア語: Valstybinis Vilniaus mažasis teatras）は、リトアニアの首都ヴィリニュスにある劇場。1990年に作られ、2005年に目抜き通りのゲディミナス大通りに移転した。監督はリマス・トゥミナス。

## 歴史
- 1988年 – リマス・トゥミナスらが演劇を公演。
- 1990年 – リマス・トゥミナスを監督とする一団が公式にヴィリニュス小劇場となる。
- 1997年 – ヴィリニュス小劇場が国立となる。
- 1999年 – ヴィリニュス市から表彰される。
- 2005年 – ヴィリニュス市ゲディミナス大通り22番地に移転。